# Pfeffersee
Der Pfeffersee (auch Pfaffersee, auf der historischen Flurkarte noch Pfäfer See) ist ein 2,3 Hektar großer See 150 Meter östlich des Sportboothafens von Chieming am mehr als 3000 mal so großen Chiemsee, unmittelbar östlich der Grabenstätter Straße (Staatsstraße 2096). Er ist gut 180 Meter lang (Nord-Süd) und zwischen 70 Meter im Süden und 140 Meter im Norden breit. Der Wasserspiegel liegt auf einer Höhe von 530 Meter über NN und damit knapp 12 Meter höher als der 150 Meter entfernte Chiemsee. Der kleine See entstand als Toteisloch. Der Krebsbach konsolidierte seinen Lauf etwa rund 22 Meter nördlich des Toteislochs (geringste Entfernung) vor dem Abtauen. Dies bewahrte den entstehenden See vor einer raschen Auffüllung durch Geschiebe.
Der See liegt in einem Landschaftsschutzgebiet und Vogelschutzgebiet.

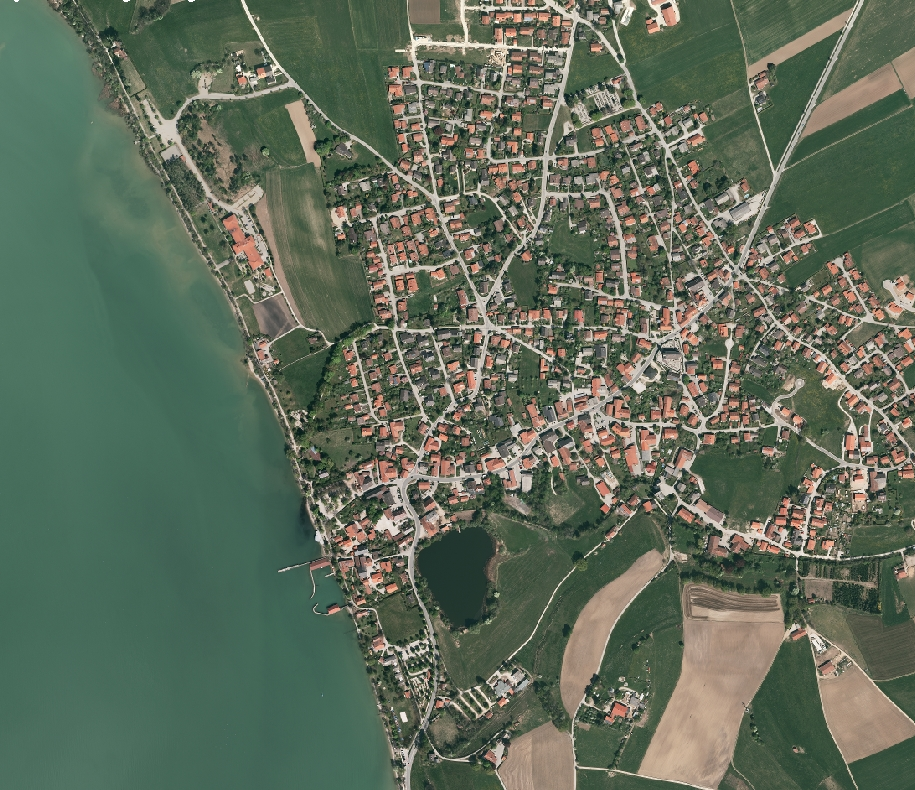
Orthofoto von Chieming
mit dem Pfeffersee im Süden

Einige historische Details zum Pfeffersee finden sich in einer Kleinanzeige mit der Überschrift „Seebad“ in der Augsburger Abendzeitung vom Sonntag, den 14. Juni 1868:
      In dem freundlichen Pfarrdorfe Chieming, am östlichen Ufer des Chiemsees, mit reizender Fernsicht in's Gebirge, hat der Unterzeichnete im Pfeffersee, dessen außerordentlich weiches und mildes Wasser sich nach ärztlichem Gutachten vorzüglich zu methodisch gebrauchten kalten Bädern eignet, ein bequemes, auch von Damen benützbares Badehüttchen erbauen lassen, und ladet zu dessen Benützung alle Jene ein, welche in ländlicher Stille die Wohlthaten eines Seebades genießen wollen; da sowohl bei dem Unterzeichneten, als auch in den beiden sehr guten Wirtshäusern bequem möblierte Zimmer mit guten Betten zu billigen Preisen tage- und wochenweise zu vermiethen sind.

      Auch ist für Liebhaber Gelegenheit zum Fischen sowie zur Schifffahrt sowohl im Chiemsee, als auch in dem an Karpfen und Wallern reichen Pfeffersee geboten.

      Wohnungsbestellungen beliebe man zu richten an Eigenthümer.

            Wolfgang Milkreitter, Bäckermeister in Chieming